# 伊丽莎白·汤普森 (曲棍球运动员)
伊丽莎白·汤普森（英語：Elizabeth Thompson，1994年12月8日—），新西兰女子曲棍球运动员。她曾代表新西兰参加2014年和2018年英联邦运动会曲棍球比赛，获得一枚金牌和一枚铜牌。她也曾参加2016年和2020年夏季奥运会。